# Синануддин Факих Юсуф-паша
Синануддин Юсуф Паша (тур. Sinanüddin Fakih Yusuf Paşa; ? — ?, Эдирне) — визирь Османского бейлика (1349—1372), последний визирь при султане Орхане и первый визирь при султане Мураде I.

## Биография
Этнический турок. После его смерти к власти пришли Чандарлы (Кара Халил-паша и Али Паша).
Информация о жизни Юсуфа-паши очень ограничена.
Согласно подписи Юсуфа на вакуфнаме Орхана, датированном 1360 годом, отцом Юсуфа был кади Муслихиддин Муса, дедом — Медждуддин Иса.
Имя Синануддина Юсуфа-паши как османского визиря не включено в классические османские хроники. Тем не менее И. Узунчаршилы утверждал, что Юсуф-паша был визирем в Османском государстве в 1348—1372 годах, а И. Данишменд утверждал, что Юсуф-паша был визирем с 1360 года.